# Liste der Kulturgüter in Gipf-Oberfrick
Die Liste der Kulturgüter in Gipf-Oberfrick enthält alle Objekte in der Gemeinde Gipf-Oberfrick im Kanton Aargau, die gemäss der Haager Konvention zum Schutz von Kulturgut bei bewaffneten Konflikten, dem Bundesgesetz vom 20. Juni 2014 über den Schutz der Kulturgüter bei bewaffneten Konflikten sowie der Verordnung vom 29. Oktober 2014 über den Schutz der Kulturgüter bei bewaffneten Konflikten unter Schutz stehen.
Objekte der Kategorien A und B sind vollständig in der Liste enthalten, Objekte der Kategorie C fehlen zurzeit (Stand: 1. Januar 2023).

## Kulturgüter
| Foto |                                                                            | Objekt                                                                            | Kat. | Typ | Standort                       | Beschreibung                                                     |
| ---- | -------------------------------------------------------------------------- | --------------------------------------------------------------------------------- | ---- | --- | ------------------------------ | ---------------------------------------------------------------- |
| ja   | Datei hochladen · Wikidata zu Burgruine Alt-Thierstein (Q1015229)          | Burgruine Alt-Tierstein KGS-Nr.: 00112                                            | A    | F   | 640241 / 260820                | Mittelalterliche Burgruine / Spätbronzezeitliche Siedlungsstelle |
| ja   | Datei hochladen · Wikidata zu Haus (Q29576109)                             | Haus KGS-Nr.: 15400                                                               | B    | G   | Trottgasse 1a 642716 / 261439  |                                                                  |
| BW   | Datei hochladen · Wikidata zu Frühmittelalterliche Siedlung (Q105427515)   | Frühmittelalterliche Siedlung KGS-Nr.: 15401                                      | B    | F   | Allmentweg 642381 / 260451     |                                                                  |
| BW   | Datei hochladen · Wikidata zu Bronzezeitliche Siedlungsstelle (Q105427631) | Bronzezeitliche Siedlungsstelle KGS-Nr.: 15402                                    | B    | F   | Breitmattboden 642601 / 261421 |                                                                  |
| ja   | Datei hochladen · Wikidata zu Römisch-katholische Pfarrkirche (Q29576105)  | Römisch-katholische Pfarrkirche mit Plastik Heilige Anna Selbdritt KGS-Nr.: 15403 | B    | G   | Sägeweg 3 642559 / 260859      |                                                                  |